# Kanton Saint-Louis-2
Saint-Louis-2 is een kanton van het Franse overzees departement Réunion. Het kanton maakt deel uit van het arrondissement Saint-Pierre.

## Gemeenten
Het kanton omvatte tot 2014 uitsluitend een deel van de gemeente Saint-Louis.
Na de herindeling van de kantons door het decreet van 24 februari 2014, met uitwerking op 22 maart 2015, omvat het kanton de gemeenten:
- een ander deel van Saint-Louis
- Cilaos
- Réunion